# Caritas in veritate
Caritas in veritate (en español: La caridad en la verdad) es el nombre de la tercera y última encíclica del papa Benedicto XVI firmada el 29 de junio de 2009, Solemnidad de los Santos Apóstoles Pedro y Pablo, y presentada el 7 de julio del mismo año.

## Argumento
Retomando temas sociales contenidos en la Populorum progressio, escrita por  san Pablo VI en 1967, se propone profundizar en algunos aspectos del desarrollo integral de nuestra época, a la luz de la caridad en la verdad: La doctrina social de la iglesia y el desarrollo sostenible a la luz de las pobrezas y desigualdades existentes en el mundo y la actual crisis económica global.
Aborda con realismo y esperanza los problemas creados por la crisis financiera, por la falta de instituciones internacionales capaces de reformar la ineficacia burocrática que alarga el subdesarrollo de muchos pueblos y por la falta de ética de muchas mentalidades que predominan en las sociedades opulentas.
En una primera parte examina las enseñanzas de sus dos predecesores: Pablo VI y Juan Pablo II. Los dos estaban convencidos de la capacidad del corpus de la denominada Doctrina Social de la Iglesia para dar la luz necesaria a un mundo que busca desesperadamente esperanza y claridad. También hace referencia a otras encíclicas Rerum novarum (León XIII), Pacem in terris (Juan XXIII), Centesimus annus, Laborem exercens y Sollicitudo rei socialis (Juan Pablo II), la Constitución Gaudium et spes (Concilio Vaticano II), así como a otros documentos pontificios.
En la segunda parte recorre las grandes amenazas que se ciernen sobre la humanidad en nuestros días. Siempre el punto de partida es la falta de consideración de la dignidad de la persona humana, y su conclusión será el ataque a la propia vida humana, la pobreza, la guerra, el terrorismo, el medio ambiente. El papa proporciona los principios morales para afrontar estos problemas sociales y económicos, promoviendo una verdadera cultura de la vida y de la paz.
Además, Benedicto XVI propone la insuperable necesidad de encontrar la responsabilidad social (caridad), a través de la verdad y la humildad.

## Estructura
- Introducción
- Capítulo I: El mensaje de la Populorum progressio
- Capítulo II: El desarrollo humano en nuestro tiempo
- Capítulo III: Fraternidad, desarrollo económico y sociedad civil
- Capítulo IV: Desarrollo de los pueblos, derechos y deberes, ambiente
- Capítulo V: La colaboración de la familia humana
- Capítulo VI: El desarrollo de los pueblos y la técnica
- Conclusión

## Resumen del contenido

### Pre-lanzamiento de los temas
La encíclica se divide en seis capítulos, junto con una introducción y la conclusión. El primer capítulo examina la encíclica Populorum Progressio de Papa Pablo VI.
Benedicto XVI examina los cambios sociales que han tenido lugar desde la encíclica del papa Pablo VI, en particular la globalización. El papa ha expresado la necesidad de fortalecer un humanismo que concilie el desarrollo económico y social de los seres humanos, y que ayude a reducir la excesiva disparidad entre ricos y pobres. Esta opinión generalizada en su mensaje para la Paz 2009, con su fuerte énfasis en la economía, es un anticipo de lo que se tratará en la encíclica.
En lo que parece haber sido una liberación no intencional de material a la prensa, algunos temas básicos fueron anunciados por adelantado. Esta encíclica ha conseguido un editorial en el idioma inglés. El anuncio fue retirado del sitio web aproximadamente un mes más tarde. El anuncio decía:

La tercera encíclica del papa Benedicto, la caridad en la verdad (Caritas in veritate), aplica los temas de sus dos primeras encíclicas, el amor y la esperanza (Dios es amor y Salvados en esperanza), a los principales problemas sociales. Sobre la base de verdades morales comunes a todo el mundo (la ley natural), así como en las enseñanzas del Evangelio (revelación), el papa Benedicto [XVI] dirige a católicos y no católicos por igual un reto: reconocer y hacer frente a los males sociales de nuestro tiempo. La primera parte de la encíclica analiza la dinámica de la enseñanza de sus predecesores, Pablo VI y Juan Pablo II. [...] En la segunda parte, Benedicto [XVI] enumera los problemas sociales a los que se enfrenta la raza humana de hoy: los ataques a la dignidad de la persona humana como el atentado contra la vida humana, la pobreza, las cuestiones de la guerra y la paz, el terrorismo, la globalización, y preocupaciones ambientales.

En noviembre de 2008, el papa Benedicto XVI se reunió con el recién nombrado embajador de Lituania en la Ciudad del Vaticano, durante la reunión que resumió lo que el mensaje esencial de la encíclica.

El amor de Dios conduce a la participación en la justicia y la generosidad de Dios hacia los demás, la práctica del cristianismo lleva naturalmente a la solidaridad con los conciudadanos y, de hecho, con el conjunto de la familia humana. Conduce a una determinación de servir al bien común y asumir la responsabilidad de los miembros más débiles de la sociedad y frena el deseo de acumular riqueza para sí solo. Nuestra sociedad necesita para superar el atractivo de los bienes materiales y en lugar de centrarse en valores que promuevan realmente el bien de la persona humana.

El 26 de febrero de 2009 el papa Benedicto XVI se reunió con los párrocos y el clero de la diócesis de Roma para un intercambio de preguntas y respuestas. En respuesta a una pregunta sobre cómo la Iglesia católica debe responder a la injusticia y continuar en su defensa de las personas vulnerables, esbozó los principales temas de la próxima encíclica.

Como usted sabe, durante mucho tiempo nos hemos estado preparando una encíclica sobre esas cuestiones. Y en este largo camino que veo lo difícil que es competente para hablar, porque si la realidad económica no se aborda competente, no puede ser creíble. Y, por otro lado, tenemos que hablar con una gran conciencia ética, creado e inspirado por una conciencia forjada por el Evangelio. Al fin y al cabo, se trata de la avaricia humana como el pecado o, en su Carta a los Colosenses dice, de la avaricia como idolatría. Tenemos que denunciar que la idolatría que se opone al Dios verdadero y que desvirtúan la imagen de Dios a través de otro dios, "Mammon".
[...] Porque el egoísmo, la raíz de la avaricia, consiste en amar a mí mismo más que cualquier otra cosa y de amar el mundo en referencia a mí mismo. Ocurre en todos nosotros. Es el oscurecimiento de la razón, que puede ser muy aprendido, con argumentos científicos de gran belleza, pero que, sin embargo, pueden ser confundidos por falsas premisas. [...] Sin la luz de la fe, que penetra en las tinieblas del pecado original, la razón no puede seguir adelante. Pero es la fe, precisamente, que luego se enfrenta a la resistencia de nuestra voluntad. No queremos ver la forma, lo que sería un camino de auto-negación y de corrección de la propia voluntad en favor de los demás, no de uno mismo.
Lo que se necesita es la razonable y razonada denuncia de los errores, no con una gran moral de las declaraciones, sino con razones concretas que han demostrado ser comprensible en el actual mundo económico. [...] Para darse cuenta de que estos grandes objetivos de la macro-ciencia no se realiza en micro-ciencia - la macroeconomía en la microeconomía - sin la conversión de los corazones. Si no hay sólo hombres, no hay justicia ni justicia [...] no se puede crear en el mundo sólo con modelos de buena gestión económica, incluso si estas son necesarias. La justicia es sólo provocada si sólo hay hombres. Y no hay sólo hombres, sin la humildad, esfuerzo diario de la conversión de los corazones, y de la creación de la justicia en los corazones.

El 13 de junio de 2009, en un discurso titulado "Una economía moderna, respetuosa de los derechos de los más débiles", el Papa recibió los miembros de la Fundación "Centesimus Annus-Pro Pontifice". lo dijo:

Como usted sabe ... mi Encíclica dedicada a la vasta área de la economía y el trabajo se publicará en breve. Se pondrán de relieve lo que, para nosotros como cristianos, son los objetivos que deben ser perseguidos y cuáles los valores que deben promoverse y defendió incansablemente a fin de crear una verdadera forma libre y unida de la convivencia humana.

### La información sobre publicación retardada
La encíclica social fue inicialmente destinada a ser publicada en ocasión del cuadragésimo aniversario del papa Pablo VI Populorum Progressio (1967). Las razones para la primera demora no están claras.
Un borrador final fue elaborado para la traducción en marzo de 2008. Las dificultades de traducción a uno de los idiomas principales de China causaron retrasos. El secretario de Estado Tarcisio Bertone dijo que la encíclica serían liberados en algún momento en el otoño de 2008.
En diciembre de 2008, durante el 19 de marzo se anunció la publicación. Un mes más tarde, un 1 de mayo se anunció la fecha de publicación. Estos retrasos tercero y cuarto fueron denunciados por los funcionarios del Vaticano por ser el resultado de la necesidad de una mayor reflexión sobre la economía mundial a finales de 2008 y principios de 2009. En relación con este retraso, se prestaba mucha atención a un ensayo de 1985 en Roma por el entonces cardenal Josef Ratzinger (ahora Benedicto XVI) en un simposio sobre "Iglesia y Economía en el diálogo.", Titulado "Economía de Mercado y la ética". Hablando en los valores sociales y el bien común, Ratzinger predijo que la avaricia y la corrupción en las políticas económicas que se inyecta una inestabilidad en el sistema económico mundial.
El 1 de febrero de 2009 se anunció que la encíclica sería publicada en algún momento en abril de 2009.
Refiriéndose a los repetidos retrasos de Caritas en Vertate, el presidente del Osservatorio Internazionale: sulla dottrina sociale della Chiesa, el cardenal Giampaolo Crepaldi, escribió un artículo titulado "En espera de la nueva Encíclica de Benedicto XVI: ¿Qué significa decir que la doctrina social de la Iglesia es oportuna?" lo que escribe,

La "oportunidad" de una encíclica no sólo dependerá de los nuevos problemas sociales o cuestiones que aborda. Si éste fuera el caso, se crea la oportunidad de Benedicto XVI la próxima encíclica social no sería más que una cuestión de la inclusión de las cuestiones sociales que aborda y, a continuación, y cómo comprobar que muchas de ellas no fueron tratadas en anteriores encíclicas. Que, sin embargo, no es la manera que sea, por la sencilla razón de que una encíclica social no es una investigación sociológica.
Por lo tanto, queda claro que la "oportunidad" de la Doctrina Social de la Iglesia se deriva no sólo de los hechos nuevos y la humanidad tiene que abordar, pero desde el mismo Evangelio, que, en la medida en Verbo encarnado, es siempre nuevo. Nuevos hechos y acontecimientos de la historia puede actuar como un estímulo para una relectura de la verdad eterna, porque la verdad eterna es esencialmente abierto a tal esfuerzo. Si este no es cierto, cada encíclica que sólo hablan a los hombres y mujeres de su tiempo. Presente en la Iglesia de la doctrina social es un elemento inagotable e irreductible de la profecía que le por el Evangelio. Cristo es siempre actual, y no olvidemos que la doctrina social de la Iglesia es "anuncio de Cristo".

El 23 de abril de 2009, durante una conferencia sobre la mundialización celebrado en la Universidad Gregoriana en Roma, del Vaticano cardenal Renato Martino, presidente del Consejo Pontificio para la Justicia y la Paz dijo que Papa Benedicto XVI la tercera encíclica sobre la globalización y los pobres "se espera que sea publicada en 29 de junio de 2009 sobre la fiesta de San Pedro y San Pablo.
El 28 de mayo de 2009, una fuente anónima desde Ciudad del Vaticano informó de que:

Papa Benedicto XVI ha concluido su largamente esperada encíclica sobre temas sociales y el texto está siendo traducido a varios idiomas, según un oficial del Vaticano. El nuevo documento de Caritas in veritate ( "La caridad en la verdad") - es de unas 100 páginas, dijo el funcionario. Inicialmente previsto para 2007 para conmemorar el 40º aniversario de Papa Pablo VI del hito social encíclica Populorum Progressio, el nuevo documento papal sufrió una sucesión de retrasos que la actual crisis económica mundial.